# Elaeocarpus ilocanus
Elaeocarpus ilocanus är en tvåhjärtbladig växtart som beskrevs av Merrill. Elaeocarpus ilocanus ingår i släktet Elaeocarpus och familjen Elaeocarpaceae. Inga underarter finns listade i Catalogue of Life.